# إدوارد موريس
إدوارد موريس (6 أبريل 1849 في المملكة المتحدة - 14 نوفمبر 1928 في المملكة المتحدة) (بالإنجليزية: Edward Morris)‏ هو لاعب كريكت بريطاني وبريطاني (وحمل سابقاً جنسية المملكة المتحدة لبريطانيا العظمى وأيرلندا). لعب مع نادي مقاطعة غلوستر للكريكت ‏.

## وصلات خارجية
- إدوارد موريس على موقع إي آس بي آن كريك إنفو (الإنجليزية)